# Fibbia della Croce di Ferro

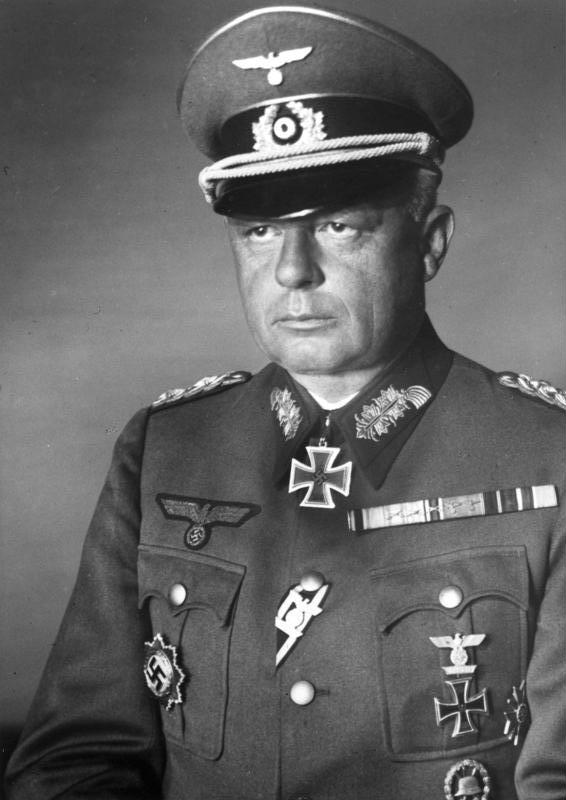
il generale Johannes Frießner indossa le due fibbie della Croce di Ferro: la prima, riferita alla Croce di Ferro del 1914, si può notare sul nastrino della Croce di Ferro lungo la fila di bottoni della giacca (II classe) e quello riferito alla Croce di Ferro di I classe si trova sul taschino della giacca stessa, sopra l'insegna della Croce di Ferro.

La Fibbia della Croce di Ferro (in tedesco: Spange zum Eisernen Kreuz) fu un'onorificenza addizionale concessa al personale tedesco della Wehrmacht che era stato insignito della Croce di Ferro durante la prima guerra mondiale. Essa si può notare sulle uniformi di molti degli alti ufficiali della seconda guerra mondiale dal momento che molti di loro prestarono servizio in esercito già durante il primo scontro mondiale. 

## Insegne
La fibbia era costituita da una placca di metallo raffigurante un'aquila nazista con le ali spiegate tenente tra le zampe un tondo attorniato di rami d'alloro e riportante all'interno una svastica. Sotto stava un trapezoide con la data 1939, anno dell'istituzione dell'onorificenza.
 Fibbia del 1939 alla croce di ferro di I classe
 Fibbia del 1939 alla croce di ferro di II classe